# Turbo C
Turbo C est un environnement de développement intégré et un compilateur conçu par Borland pour le langage de programmation C.

## Historique des versions
- Version 1.0, en 1987 : cette version offrait le premier environnement de développement permettant d'éditer, de compiler et d'exécuter des programmes informatiques en langage de programmation C sur les compatible PC. Elle prenait 384 Ko de mémoire. Elle était capable de compiler plus de 16 000 lignes par minute. Elle prenait en compte les six types de mémoires existant, possédait plus de 450 fonctions réparties dans des bibliothèques (par exemple graphics.lib, bibliothèque graphique VGA 640×480 16 couleurs minimaliste), et offrait des optimisations pour la vitesse, la taille et le « constant folding ».
- Version 1.5 : contenue sur cinq disquettes de 360 ko de fichiers décompressés, elle contient notamment la bibliothèque mcalc.
- Version 2.0 : cette version possède un débogueur, un assembleur rapide, et une bibliothèque graphique étendue.
- Version 2.01 : cette version tient sur trois disquettes une fois décompressée.